# Cheng Wentao
Pour les articles homonymes, voir Cheng.
Cheng Wentao (en chinois : 程文涛), née le 18 mai 1998, est une nageuse artistique chinoise, multiple championne du monde en duo mixte et en ballet ainsqi que championne olympique aux Jeux de Paris 2024.

## Palmarès

### Jeux olympiques
- 2024 à Paris,  France
  -  Médaille d'or en ballet

### Championnats du monde de natation
- 2019 à Gwangju,  Corée du Sud
  -  Médaille d'argent en combiné libre
- 2023 à Fukuoka,  Japon
  -  Médaille d'or en duo mixte libre avec Shi Haoyu
  -  Médaille d'or en ballet acrobatique
  -  Médaille de bronze en duo mixte technique avec Shi Haoyu
- 2024 à Doha,  Qatar
  -  Médaille d'or en duo mixte libre avec Shi Haoyu
  -  Médaille d'or en ballet libre
  -  Médaille d'argent en duo mixte technique avec Shi Haoyu